# Ashes Tour 2010/11
Die Ashes Tour 2010/11 war die Tour der englischen Cricket-Nationalmannschaft in Australien die die 65. Austragung der Ashes beinhaltete und wurde zwischen dem 25. November 2010 und 6. Februar 2011 als Bestandteil der internationale Cricket-Saison 2010/11 ausgetragen. Die Ashes Series 2010/11 selbst wurde in Form von fünf Testspielen zwischen England und Australien ausgetragen. Austragungsorte waren jeweils australische Stadien. Die Tour beinhaltete neben der Testserie eine Reihe weitere Spiele zwischen den beiden Mannschaften im Winter 2010/11. Die Testserie wurde von England mit 3–1 gewonnen, die ODI-Serie gewann Australien mit 6–1 und die Twenty20 Serie endete 1–1 Unentschieden.

## Vorgeschichte

### Einordnung
Die Serien standen im Zeichen des Cricket World Cup 2011, deren Kader am 19. Januar nach dem 1. ODI benannt werden mussten. In diesem schieden beide Teams dann im Viertelfinale aus. Die vorhergehende Ashes-Serie im Jahr 2009 in England wurde durch den Gastgeber gewonnen. Im Sommer 2010 hatte England gegen Australien eine ODI-Serie bestritten, die sie gewinnen konnten. Die vorhergehende Serie für Australien wurde kurz vor dieser Tour gegen Sri-Lanka ausgetragen, wobei beide limited-over Serien verloren wurden. Für England war es die erste Tour dieser Saison, nachdem sie die vorhergehende Saison gegen Pakistan abgeschlossen hatten, die sie dominieren konnten.

### Technische Neuerungen
Die ODI-Serie war die erste internationale ODI-Serie in der das Decision Review System eingesetzt wurde.

## Stadien
Die folgenden Stadien wurden für die Tour als Austragungsort vorgesehen und am 7. Oktober 2009 festgelegt. Zunächst wurde diskutiert die Spiele in Sydney auch im ANZ Stadium stattfinden könnten, jedoch wurde davon schließlich abgesehen.
| Stadion   | Stadt                    | Kapazität | Spiele                  |
| --------- | ------------------------ | --------- | ----------------------- |
| Adelaide  | Adelaide Oval            |           | 2. Test; 1. T20; 4. ODI |
| Brisbane  | The Gabba                |           | 1. Test; 5. ODI         |
| Hobart    | Bellerive Oval           |           | 2. ODI                  |
| Melbourne | Melbourne Cricket Ground |           | 4. Test; 2. T20; 1. ODI |
| Perth     | WACA Ground              |           | 3. Test; 7. ODI         |
| Sydney    | Sydney Cricket Ground    |           | 5. Test; 3. & 6. ODI    |

## Kaderliste
England benannte seinen Testkader am 23. September 2010, die Limited-Overs-Kader am 10. Dezember 2010. Australien benannte seinen Testkader am 20. November 2010 und seinen limited-over-Kader am 11. Januar 2011.
| Test | Test | ODI | ODI | Twenty20 | Twenty20 |
| Australien | England | Australien | England | Australien | England |
| --- | --- | --- | --- | --- | --- |
| - Ricky Ponting (K) - Michael Clarke (VK) - Michael Beer - Doug Bollinger - Xavier Doherty - Callum Ferguson - Brad Haddin (wk) - Ryan Harris - Nathan Hauritz - Ben Hilfenhaus - Phillip Hughes - Michael Hussey - Mitchell Johnson - Simon Katich - Usman Khawaja - Marcus North - Peter Siddle - Steve Smith - Shane Watson | - Andrew Strauss (K) - Alastair Cook (VK) - James Anderson - Ian Bell - Tim Bresnan - Stuart Broad - Paul Collingwood - Steven Davies (wk) - Steve Finn - Eoin Morgan - Monty Panesar - Kevin Pietersen - Matt Prior (wk) - Ajmal Shahzad - Graeme Swann - Chris Tremlett - Jonathan Trott | - Michael Clarke (K) - Cameron White (VK) - Doug Bollinger - Xavier Doherty - Brad Haddin (wk) - Nathan Hauritz - David Hussey - Michael Hussey - Mitchell Johnson - Brett Lee - Peter Siddle - Steve Smith - Shaun Tait - Shane Watson | - Andrew Strauss (K) - James Anderson - Ian Bell - Ravi Bopara - Tim Bresnan - Paul Collingwood - Steve Davies (wk) - Steve Finn - Eoin Morgan - Kevin Pietersen - Ajmal Shahzad - Ryan Sidebottom - Graeme Swann - Chris Tredwell - Chris Tremlett - Jonathan Trott - Chris Woakes - Luke Wright - Michael Yardy | - Cameron White (K) - Tim Paine (wk & VK) - Aaron Finch - David Hussey - Mitchell Johnson - Brett Lee - Stephen O’Keefe - James Pattinson - Steve Smith - Shaun Tait - David Warner - Shane Watson | - Paul Collingwood (K) - Ian Bell - Tim Bresnan - Steven Davies (wk) - Steve Finn - Michael Lumb - Eoin Morgan - Kevin Pietersen - Ajmal Shahzad - Graeme Swann - Chris Tredwell - Chris Tremlett - Jonathan Trott - Chris Woakes - Luke Wright - Michael Yardy |

## Tour Matches

### First Class
| 5. – 7. November Scorecard | Perth | Western Australia 242-8d (82) & 223 (69.5) | – | England XI 223-8d (62) & 243-4 (47.4) |
|                            |       | England gewinnt mit 6 Wickets              |   |                                       |

| 11. – 13. November Scorecard | Adelaide | England XI 288-8d (78.8) & 240-1d (52) | – | South Australia 221 (67.4) & 48-2 (20.2) |
|                              |          | Remis                                  |   |                                          |

| 17. – 20. November Scorecard | Hobart | Australia A 230 (80.1) & 301 (97) | – | England XI 523 (141) & 11-0 (1.3) |
|                              |        | England gewinnt mit 10 Wickets    |   |                                   |

| 10. – 12. Dezember Scorecard | Melbourne | Victoria 216-2d (74) & 278-6d (60) | – | England XI 184-2d (45) & 211-6 (54) |
|                              |           | Remis                              |   |                                     |

### List A
| 10. Januar Scorecard | Canberra | Prime Minister’s XI 254-9 (43/43)          | – | England XI 225-3 (33.3/35) |
|                      |          | England gewinnt mit 7 Wickets (D/L method) |   |                            |

## Tests

### Erster Test in Brisbane
| 25. – 29. November Scorecard | Brisbane | England 260 (76.5) & 517-1d (152) | – | Australien 481 (158.4) & 107-1 (107) |
|                              |          | Remis                             |   |                                      |

England gewann den Münzwurf und entschied sich als Schlagmannschaft zu beginnen. Für sie bildete Eröffnungs-Batter Alastair Cook zusammen mit den dritten Schlagmann Jonathan Trott eine Partnerschaft. Trott erreichte 29 Runs und der ihm Folgende Kevin Pietersen 43 Runs. Als Ian Bell aufs Feld kam, schied Cook nach einem Fifty über 67 Runs aus. An der Seite von Bell gelang Graeme Swann 10, bevor James Anderson ins Spiel kam. Bell erzielte ein Fifty über 76 Runs, bevor Anderson das letzte Wicket des Innings nach 11 Runs verlor. Bester australischer Bowler war Peter Siddle mit 6 Wickets für 54 Runs, dem unter anderem ein Hattrick gelang. Für Australien bildeten die Eröffnungs-Batter Shane Watson und Simon Katich eine Partnerschaft und beendeten den Tag beim Stand von 25/0. Am zweiten Tag schied Watson nach 36 Runs aus und nachdem der hineinkommende Ricky Ponting 10 Runs erzielte, schied auch Katich nach einem Fifty über 50 Runs aus. Daraufhin formten Michael Hussey und Brad Haddin eine Partnerschaft und beendeten den Tag, der durch schlechte Lichtverhältnisse und Regen verkürzt wurde, beim Stand von 220/5. Am dritten Tag schied Haddin nach einem Century über 136 Runs aus 287 Bällen aus und kurz darauf verlor auch Hussey sein Wicket nach einem Century über 195 Runs aus 330 Bällen. Von den verbliebenen Battern erreichte Xavier Doherty 16 Runs und das Innings endete mit einem Vorsprung von 221 Runs für Australien. Bester englischer Bowler war Steven Finn mit 6 Wickets für 125 Runs. Für England begannen das zweite Innings Andrew Strauss und Alastair Cook mit einer Partnerschaft die den Tag beim Stand von 19/0 beendete. Am vierten Tag erzielte Strauss ein Century über 110 Runs aus 224 Bällen und wurde durch Jonathan Trott ersetzt. Dieser beendete zusammen mit Cook den durch schlechte Lichtverhältnisse verkürzten Tag beim Stand von 309/1. Am fünften Spieltag deklarierte England das Innings als Cook ein Double-Century über 235* Runs aus 428 Bällen und Trott ein Century über 135* Runs aus 266 Bällen erreicht hatten. Sie setzten damit Australien eine Vorgabe von 297 Runs. Das australische Wicket erzielte Marcus North. Für Australien formte der Eröffnungs-Batter Shane Watson zusammen mit dem dritten Schlagmann Ricky Ponting eine Partnerschaft, die den Tag und das Spiel beendeten. Ponting erzielte dabei ein Fifty über 51* Runs und Watson 41 Runs. Das englische Wicket erzielte Stuart Broad. Als Spieler des Spiels wurde Alastair Cook ausgezeichnet.

### Zweiter Test in Adelaide
| 3. – 7. Dezember Scorecard | Adelaide | Australien 245 (85.5) & 304 (99.1)            | – | England 620-5d (152) |
|                            |          | England gewinnt mit einem Innings und 71 Runs |   |                      |

Australien gewann den Münzwurf und entschied sich als Schlagmannschaft zu beginnen. Sie verloren früh drei Wickets, bevor Eröffnungs-Batter Shane Watson zusammen mit dem fünften Schlagmann Michael Hussey eine Partnerschaft formte. Watson gelang dabei ein Fifty über 51 Runs und der ihm folgende Marcus North konnte 26 Runs erzielen. Nachdem Brad Haddin aufs feld gekommen war, schied Hussey nach einem Fifty über 93 Runs aus. Haddin verlor daraufhin das letzte Wicket des Innings nach einem Fifty über 56 Runs, nachdem dieses nach 245 Runs endete. Bester englischer Bowler war James Anderson. Der Tag endete beim Stand von 1/0 im englischen Innings. Am zweiten Tag formte Eröffnungs-Batter Alastair Cook zusammen mit dem dritten Schlagmann Jonathan Trott eine Partnerschaft. Trott erzielte ein Fifty über 78 Runs und wurde durch Kevin Pietersen ersetzt, der den Tag zusammen mit Cook beim Stand von 317/2 beendete. Am dritten Tag schied Cook nach einem Century über 148 Runs aus 269 Bällen aus und Paul Collingwood erzielte 42 Runs. Er wurde gefolgt durch Ian Bell. Die letzte Session wurde durch Regenfälle unterbunden und so endete der Tag beim Stand von 551/4. Am vierten Tag verlor Pietersen sein Wicket nach einem Double-Century über 227 Runs aus 308 Bällen. Bell formte daraufhin mit Matt Prior eine Partnerschaft. Als England einen Vorsprung von 375 Runs hatte deklarierten sie das Innings. Bell hatte bis dahin ein Fifty über 68* Runs und Prior 27* runs erzielt. Bester australischer Bowler war Ryan Harris mit 2 Wickets für 84 Runs. Für Australien begannen Shane Watson und Simon Katich das zweite Innings. Katich erreichte 43 Runs und als Michael Clarke aufs Feld kam, schied Watson nach einem Fifty über 57 Runs aus. Er wurde gefolgt durch Michael Hussey. Clarke erreichte ein Fifty über 80 Runs und der Tag endete daraufhin beim Stand von 238/4. Am fünften Tag kam Marcus North aufs Feld und Hussey schied nach 52 Runs aus. Der hineinkommende Brad Haddin erzielte 12 Runs und North verlor sein Wicket nach 22 Runs. Kurz darauf stand die Innings-Niederlage Australiens fest. Bester englischer Bowler war Graeme Swann mit 5 Wickets für 91 Runs. Als Spieler des Spiels wurde Kevin Pieterson ausgezeichnet.

### Dritter Test in Perth
| 16. – 20. Dezember Scorecard | Perth | Australien 268 (76) & 309 (86)  | – | England 187 (62.3) & 123 (37) |
|                              |       | Australien gewinnt mit 267 Runs |   |                               |

England gewann den Münzwurf und entschied sich als Feldmannschaft zu beginnen. Als Spieler des Spiels wurde Mitchell Johnson ausgezeichnet.

### Vierter Test in Melbourne
| 26. – 30. Dezember Scorecard | Melbourne | Australien 98 (42.5) & 258 (85.4)              | – | England 513 (159.1) |
|                              |           | England gewinnt mit einem Innings und 157 Runs |   |                     |

England gewann den Münzwurf und entschied sich als Feldmannschaft zu beginnen. Als Spieler des Spiels wurde Jonathan Trott ausgezeichnet.
Der australische Mannschaftskapitän Ricky Ponting wurde auf Grund zu langer Diskussionen mit den Schiedsrichtern mit einer Geldstrafe belegt.

### Fünfter Test in Sydney
| 3. – 7. Januar Scorecard | Sydney | Australien 280 (106.1) & 281 (84.4)           | – | England 644 (177.5) |
|                          |        | England gewinnt mit einem Innings und 83 Runs |   |                     |

Australien gewann den Münzwurf und entschied sich als Schlagmannschaft zu beginnen. Als Spieler des Spiels wurde Alastair Cook ausgezeichnet.

## Twenty 20 International

### Erstes Twenty20 in Adelaide
| 12. Januar Scorecard | Adelaide | Australien 157-4 (20)        | – | England 158-9 (20) |
|                      |          | England gewinnt mit 1 Wicket |   |                    |

Australien gewann den Münzwurf und entschied sich als Schlagmannschaft zu beginnen. Als Spieler des Spiels wurde Shane Watson ausgezeichnet.

### Zweites Twenty20 in Melbourne
| 14. Januar Scorecard | Melbourne | Australien 147-7 (20)         | – | England 143-6 (20) |
|                      |           | Australien gewinnt mit 4 Runs |   |                    |

Australien gewann den Münzwurf und entschied sich als Schlagmannschaft zu beginnen. Als Spieler des Spiels wurde Aaron Finch ausgezeichnet.

## One-Day International

### Erstes ODI in Melbourne
| 16. Januar Scorecard | Melbourne | England 294 (49.4)               | – | Australien 297-4 (49.1) |
|                      |           | Australien gewinnt mit 6 Wickets |   |                         |

England gewann den Münzwurf und entschied sich als Schlagmannschaft zu beginnen. Als Spieler des Spiels wurde Shane Watson ausgezeichnet.

### Zweites ODI in Hobart
| 21. Januar Scorecard | Hobart | Australien 230 (48.3)          | – | England 184 (45) |
|                      |        | Australien gewinnt mit 46 Runs |   |                  |

England gewann den Münzwurf und entschied sich als Feldmannschaft zu beginnen. Als Spieler des Spiels wurde Shaun Marsh ausgezeichnet.

### Drittes ODI in Sydney
| 23. Januar Scorecard | Sydney | England 214 (48)                 | – | Australien 215-6 (46) |
|                      |        | Australien gewinnt mit 4 Wickets |   |                       |

England gewann den Münzwurf und entschied sich als Schlagmannschaft zu beginnen. Als Spieler des Spiels wurde Brett Lee ausgezeichnet.

### Viertes ODI in Adelaide
| 26. Januar Scorecard | Adelaide | England 299-8 (50)          | – | Australien 278-7 (50) |
|                      |          | England gewinnt mit 21 Runs |   |                       |

England gewann den Münzwurf und entschied sich als Schlagmannschaft zu beginnen. Als Spieler des Spiels wurde Jonathan Trott ausgezeichnet.

### Fünftes ODI in Brisbane
| 30. Januar Scorecard | Brisbane | Australien 249 (49.3)          | – | England 198 (45.3) |
|                      |          | Australien gewinnt mit 51 Runs |   |                    |

Australien gewann den Münzwurf und entschied sich als Schlagmannschaft zu beginnen. Als Spieler des Spiels wurde Chris Woakes ausgezeichnet.

### Sechstes ODI in Sydney
| 2. Februar Scorecard | Sydney | England 333-6 (50)               | – | Australien 334-8 (49.2) |
|                      |        | Australien gewinnt mit 2 Wickets |   |                         |

England gewann den Münzwurf und entschied sich als Schlagmannschaft zu beginnen. Als Spieler des Spiels wurde Jonathan Trott ausgezeichnet.

### Siebtes ODI in Perth
| 6. Februar Scorecard | Perth | Australien 279-7 (50)          | – | England 222 (44) |
|                      |       | Australien gewinnt mit 57 Runs |   |                  |

Australien gewann den Münzwurf und entschied sich als Schlagmannschaft zu beginnen. Als Spieler des Spiels wurde Adam Voges ausgezeichnet.

## Statistiken
Die folgenden Cricketstatistiken wurden bei dieser Tour erzielt.
| Tests            | Tests      | Tests   | Tests   | Tests   | Tests   | Tests   | Tests   | Tests   |
| Batting          | Batting    | Batting | Batting | Batting | Batting | Batting | Batting | Batting |
| Spieler          | Mannschaft | Spiele  | Innings | Runs    | Average | HS      | 100s    | 50s     |
| ---------------- | ---------- | ------- | ------- | ------- | ------- | ------- | ------- | ------- |
| Alastair Cook    | England    | 5       | 7       | 766     | 127,66  | 235*    | 3       | 2       |
| Michael Hussey   | Australien | 5       | 9       | 570     | 63,33   | 195     | 2       | 3       |
| Jonathan Trott   | England    | 5       | 7       | 445     | 89,00   | 168*    | 2       | 1       |
| Shane Watson     | Australien | 5       | 10      | 435     | 48,33   | 95      | 0       | 4       |
| Kevin Pietersen  | England    | 5       | 6       | 360     | 60,00   | 227     | 1       | 1       |
| Brad Haddin      | Australien | 5       | 9       | 360     | 45,00   | 136     | 1       | 3       |
| Bowling          |            |         |         |         |         |         |         |         |
| Spieler          | Mannschaft | Spiele  | Overs   | Wickets | Average | BBI     | 5W      | 10W     |
| James Anderson   | England    | 5       | 213.1   | 24      | 26,04   | 4/44    | 0       | 0       |
| Chris Tremlett   | England    | 3       | 122.3   | 17      | 23,35   | 5/87    | 1       | 0       |
| Mitchell Johnson | Australien | 4       | 136.3   | 15      | 36,93   | 6/38    | 1       | 0       |
| Graeme Swann     | England    | 5       | 219.1   | 15      | 39,80   | 5/91    | 1       | 0       |
| Steven Finn      | England    | 3       | 107.4   | 14      | 33,14   | 6/125   | 1       | 0       |
| Peter Siddle     | Australien | 5       | 147.1   | 14      | 34,57   | 6/54    | 2       | 0       |

| ODIs           | ODIs       | ODIs    | ODIs    | ODIs    | ODIs    | ODIs    | ODIs    | ODIs    |
| Batting        | Batting    | Batting | Batting | Batting | Batting | Batting | Batting | Batting |
| Spieler        | Mannschaft | Spiele  | Innings | Runs    | Average | HS      | 100s    | 50s     |
| -------------- | ---------- | ------- | ------- | ------- | ------- | ------- | ------- | ------- |
| Jonathan Trott | England    | 7       | 7       | 375     | 62,50   | 137     | 2       | 1       |
| Shane Watson   | Australien | 6       | 6       | 306     | 61,20   | 161*    | 1       | 2       |
| David Hussey   | Australien | 7       | 6       | 236     | 47,20   | 68*     | 0       | 2       |
| Michael Clarke | Australien | 6       | 6       | 206     | 34,33   | 82      | 0       | 2       |
| Brad Haddin    | Australien | 7       | 7       | 202     | 28,85   | 54      | 0       | 1       |
| Bowling        |            |         |         |         |         |         |         |         |
| Spieler        | Mannschaft | Spiele  | Overs   | Wickets | Average | BBI     | 5W      | 10W     |
| Brett Lee      | Australien | 6       | 50      | 11      | 24,00   | 3/27    | 0       | 0       |
| Steven Smith   | Australien | 6       | 30      | 8       | 17,25   | 3/33    | 0       | 0       |
| Doug Bollinger | Australien | 6       | 51      | 8       | 34,75   | 4/28    | 0       | 0       |
| David Hussey   | Australien | 7       | 23      | 7       | 19,42   | 4/21    | 0       | 0       |
| Chris Woakes   | England    | 3       | 26.2    | 7       | 21,28   | 6/45    | 1       | 0       |
| James Anderson | England    | 4       | 40      | 7       | 34,00   | 3/48    | 0       | 0       |

| Twenty20s        | Twenty20s  | Twenty20s | Twenty20s | Twenty20s | Twenty20s | Twenty20s | Twenty20s | Twenty20s |
| Batting          | Batting    | Batting   | Batting   | Batting   | Batting   | Batting   | Batting   | Batting   |
| Spieler          | Mannschaft | Spiele    | Innings   | Runs      | Average   | HS        | 100s      | 50s       |
| ---------------- | ---------- | --------- | --------- | --------- | --------- | --------- | --------- | --------- |
| Shane Watson     | Australien | 2         | 2         | 76        | 38,00     | 59        | 0         | 1         |
| Aaron Finch      | England    | 2         | 2         | 68        |           | 53*       | 0         | 1         |
| Ian Bell         | England    | 2         | 2         | 66        | 33,00     | 39        | 0         | 0         |
| David Warner     | Australien | 2         | 2         | 60        | 30,00     | 30        | 0         | 0         |
| Eoin Morgan      | England    | 2         | 2         | 57        | 28,50     | 43        | 0         | 0         |
| Bowling          |            |           |           |           |           |           |           |           |
| Spieler          | Mannschaft | Spiele    | Overs     | Wickets   | Average   | BBI       | 5W        | 10W       |
| Shane Watson     | Australien | 2         | 8         | 6         | 5,33      | 4/15      | 0         | 0         |
| Michael Yardy    | England    | 2         | 8         | 4         | 11,75     | 2/19      | 0         | 0         |
| Mitchell Johnson | Australien | 2         | 8         | 4         | 14,00     | 3/29      | 0         | 0         |
| Tim Bresnan      | England    | 2         | 8         | 2         | 27,50     | 1/27      | 0         | 0         |
| Graeme Swann     | England    | 2         | 8         | 2         | 29,50     | 2/19      | 0         | 0         |
| Chris Woakes     | England    | 2         | 7         | 2         | 39,50     | 1/29      | 0         | 0         |
| Shaun Tait       | Australien | 2         | 8         | 2         | 39,50     | 1/39      | 0         | 0         |

## Player of the Series
Als Player of the Series wurden die folgenden Spieler ausgezeichnet.
| Serie | Player of the Series |
| ----- | -------------------- |
| Test  | Alastair Cook        |
| ODI   | Shane Watson         |

### Player of the Match
Als Player of the Match wurden die folgenden Spieler ausgezeichnet.
| Spiel   | Player of the Match |
| ------- | ------------------- |
| 1. Test | Alastair Cook       |
| 2. Test | Kevin Pietersen     |
| 3. Test | Mitchell Johnson    |
| 4. Test | Jonathan Trott      |
| 5. Test | Alastair Cook       |
| 1. T20  | Shane Watson        |
| 2. T20  | Aaron Finch         |
| 1. ODI  | Shane Watson        |
| 2. ODI  | Shaun Marsh         |
| 3. ODI  | Brett Lee           |
| 4. ODI  | Jonathan Trott      |
| 5. ODI  | Chris Woakes        |
| 6. ODI  | Jonathan Trott      |
| 7. ODI  | Adam Voges          |